# Clitemnestra
Clitemnestra ou Clitenestra (em grego:  Κλυταιμνήστρα) era, na mitologia grega, esposa de Agamemnon, líder dos exércitos gregos em Troia. A bela rainha era irmã gêmea não-idêntica de Helena, de Castor e Pólux, e filha de Leda com Tíndaro.
Casada em primeiras núpcias com Tântalo II, filho de Tiestes, teve seu marido assassinado por Agamemnon que a desejava. Casou-se com ele, mas seus irmãos, revoltados com o crime, partiram contra o cunhado declarando-lhe guerra. Tíndaro, porém, que havia aconselhado ao genro que raptasse a sua própria filha, deu guarida a Agamemnon em sua corte e a duras penas, dissuadiu os filhos da desforra, convencendo-os a conciliarem-se com o cunhado.
Clitemnestra, revoltada com o sacrifício a Ártemis de sua filha Ifigênia pelo próprio pai Agamemnon, vingou-se de seu esposo unindo-se a um primo deste, Egisto, para assassiná-lo e depois reinar sobre o povo de Micenas. Após isso, rejeitou seus outros dois filhos, Electra e Orestes. Electra continuou vivendo no castelo, mas ao descobrir que Egisto tramava a morte de seu irmão, levou-o para morar na corte do rei Estrófio, seu tio, e ficou vivendo como escrava de sua própria mãe.
Mais tarde, quando Orestes se torna adulto, se junta com sua irmã, e vinga o assassinato do pai.
Arrependida, Clitemnestra desculpa-se por ter abandonado e rejeitado os filhos, diz que nunca deixou de pensar em Orestes, que tratava Electra como escrava com medo de que Egisto fizesse algo à filha, e ainda diz que sempre os amou, mostrando os seios que os haviam amamentado. Sem efeito. Orestes e Electra mataram Clitemnestra e Egisto, na trama contada por Ésquilo, de nome Oresteia (também chamada de Orestéia, Oréstia ou Orestíada).
Orestes e Pílade entram, no palácio e põem o projeto em execução. Orestes hesita por um instante, ao ver sua mãe; mas a lembrança do pai degolado o arrebata, e Clitemnestra é golpeada ao mesmo tempo que Egisto. Em alguns monumentos antigos, aparece esta cena, em baixos relevos e pedras gravadas. Nas representações antigas Egisto é sempre golpeado por Pílade e Clitemnestra por Orestes. Em um baixo relevo antigo do museu Pio-Clementino, Electra participa da cena.